# 마르와 아므리
마르와 아므리(아랍어: مروى العمري,‎ 1989년 1월 8일~)은 튀니지의 레슬링 선수이다. 올림픽에 4회 참가했으며 2016년 하계 올림픽에서 여자 자유형 라이트급 동메달을 획득했다. 또한 세계 선수권 대회에서 은메달 1개를 획득했다.